# FN model D
FN model D (Demontable — сменный ствол) — ручной пулемёт, разработнный бельгийской компанией Fabrique Nationale в 1932 году на основе пулемётa FN Model 1930 являвшегося, в свою очередь, модификацией американского пулемета Colt R75, созданного на базе автоматической винтовки Браунинга BAR M1918.
Вариант FN DA1 появился в 1957 году и отличался используемым патроном (7,62×51 мм НАТО), а также адаптацией под коробчатые магазины от FN FAL.